# Trần Thành (thủ tướng)
Trần Thành (phồn thể: 陳誠; giản thể: 陈诚; bính âm: Chén Chéng; 4 tháng 1, 1897 – 5 tháng 3 năm 1965), là nhân vật chính trị và quân sự Trung Hoa, và một trong những tư lệnh chủ chốt của Quân đội Cách mạng Quốc dân trong Chiến tranh Trung-Nhật lần thứ 2 và Nội chiến Trung Hoa. Sau khi đến Đài Loan vào cuối Nội chiến, ông trải các chức Chủ tịch tỉnh Đài Loan, Phó tổng thống và Thủ tướng Trung Hoa Dân Quốc. Ông đại diện Trung Hoa Dân Quốc trong các chuyến viếng thăm Hoa Kỳ. Ông cũng có công thực thi các chương trình cải cách ruộng đất và giảm thuế, khiến nông dân sở hữu được ruộng đất của họ, do đó đánh bại ảnh hưởng của chủ nghĩa cộng sản. Tiếng tốt của ông vẫn còn đến ngày nay. Tên hiệu của ông là Trần Từ Tu (phồn thể: 陳辭修; giản thể: 陈辞修; bính âm: Chén Cíxiū).

## Thời trẻ
Sinh tại Thanh Điền, Chiết Giang, ông tốt nghiệp trường quân sự Bảo Định (保定軍校) năm 1922, rồi vào trường quân sự Hoàng Phố hai năm sau. Tại đây ông lần đầu gặp Tưởng Giới Thạch, về sau là Hiệu trưởng trường. Trần sau đó gia nhập Quân đội Cách mạng Quốc dân tham gia Chiến tranh Bắc phạt.

## Thăng tiến trong quân đội
Trong Chiến tranh Bắc phạt, Trần bộc lộ khả năng cầm quân. Chỉ trong một năm, ông được thăng từ Tư lệnh tiểu đoàn lên Tư lệnh sư đoàn.
Trong các trận chiến với các quân phiệt, Trần lập nhiều công lao, nhờ đó được lên chức Tư lệnh Binh đoàn 18.

## Các chiến dịch chống cộng sản
Từ năm 1931, Trần được giao nhiệm vụ trấn áp Hồng quân. Trong hàng loạt chiến dịch tìm kiếm chủ lực Hồng quân, quân của Trần tổn thất nặng nề. Trong chiến dịch lần thứ 5, ông cuối cùng cũng đánh bại được Hồng quân, buộc họ phải tiến hành Vạn lý Trường chinh.
Những chiến dịch chống cộng kết thúc sau Sự biến Tây An, khi Tưởng và giới chức Quốc dân đảng buộc phải đồng ý hợp tác với phe Cộng sản kháng Nhật.

## Chiến tranh chống Nhật
Trong trận Thượng Hải, ông là một trong những cố vấn quân sự hàng đầu của Tưởng Giới Thạch, ông đề xuất ý kiến nên tránh đối đầu với quân Nhật ở miền Bắc Trung Hoa, nơi Quân đội Quốc dân chỉ được trang bị kém và thiếu phương tiện vận tải. Sau khi mất Thượng Hải và Nam Kinh, Trần lui về Hồ Bắc để chỉ huy trận Vũ Hán trong năm 1938. Vũ Hán là tổng hành dinh tạm thời của Quân đội Quốc dân. Quân Nhật tuy nhiên vẫn đánh bại được quân Trung Hoa dù tổn thất nặng nề và chiếm được Vũ Hán ngày 25 tháng 10 năm 1938.
Sau đó trong chiến tranh, Trần tiếp tục chỉ huy trận Trường Sa, trận Nghi Xương và trận Dự Tây. Năm 1943, ông được bổ nhiệm Tư lệnh Quân viễn chinh Trung Hoa tại Miến Điện đến khi ông được Vệ Lập Hoàng thay thế vì bị bệnh.

## Nội chiến
Sau Chiến tranh, Trần lên làm Tổng tham mưu trưởng và Tư lệnh Hải quân. Ông theo lệnh Tưởng bắt đầu tấn công vùng giải phóng do Hồng quân chiếm đóng, dẫn đến Nội chiến Trung Hoa lại bùng phát.
Năm 1947, Trần đến Mãn Châu chỉ huy Quân đội Quốc dân chống lại quân Cộng sản. Ông phạm sai lầm chiến lược khi giải tán các trung đoàn bảo an địa phương, vì họ từng phục vụ trong Quân đội Mãn Châu Quốc, kết quả là quân số lực lượng Quốc dân tại Mãn Châu từ 1,3 triệu người chỉ còn không đến 480.000. Ông cũng cách chức một số tướng lĩnh có khả năng nhất trong Quân đội Quốc dân, như Đỗ Duật Minh, Tôn Lập Nhân, Trịnh Động Quốc và Trần Minh Nhân. Kết quả là ông liên tiếp thảm bại và Tưởng Giới Thạch cách chức ông và phái Vệ Lập Hoàng làm Tư lệnh thay thế, Phạm Hán Kiệt làm Phó tư lệnh và Chủ nhiệm Bộ Tư lệnh tiền tuyến Cẩm Châu. Trần đi Đài Loan nghỉ phép để chữa bệnh dạ dày kinh niên.

## Tại Đài Loan
Tưởng bổ nhiệm Trần làm Chủ tịch tỉnh Đài Loan năm 1949 để xây dựng Đài Loan thành căn cứ cho Quốc dân đảng. Sau khi lực lượng Quốc dân rút ra Đài Loan, Trần tiếp tục giữ những chức vụ quan trọng như Phó tổng tài Quốc dân đảng, Phó tổng thống và Thủ tướng Trung Hoa Dân Quốc.
Trong những năm ở Đài Loan, ông đưa ra nhiều chương trình cải cách ruộng đất, kinh tế và phát triển mô hình tái thiết Đài Loan. Ông ngăn được chủ nghĩa cộng sản lan đến Đài Loan vì nông dân được sở hữu ruộng đất mà họ cày cấy. Những chủ đất cũ được trao cho cổ phiếu từ những tập đoàn do chính quyền nắm giữ. Ông cũng có công khởi dựng một vài công trình xây dựng. Một trong số đó là hồ chứa nước Thạch Môn, giúp giảm ngập lụt và tăng sản lượng lúa gạo.
Ông là một trong những lãnh đạo nổi tiếng tại Đài Loan. Trần chết vì ung thư gan năm 1965. Tro cốt của ông được đưa về Tu viện Phổ Quang Sơn, quận Cao Hùng (nay thuộc thành phố Cao Hùng) vào tháng 8 năm 1995.

## Gia đình
Ông lấy bà Đàm Tương, con gái Đàm Diên Khải, Cựu Thủ tướng Trung Hoa Dân Quốc. Con trai cả của họ, Trần Lý An, cũng trở thành một chính trị gia và từng thất cử trong cuộc tranh cử Tổng thống.